# كيفن ماهر
كيفن ماهر (بالإنجليزية: Kevin Maher)‏ (17 أكتوبر 1976 في المملكة المتحدة - ) هو لاعب كرة قدم بريطاني في مركز الوسط. شارك مع منتخب جمهورية أيرلندا تحت 17 سنة لكرة القدم ومنتخب جمهورية أيرلندا تحت 21 سنة لكرة القدم. أما مع النوادي، فقد لعب مع أولدهام أثلتيك وتوتنهام هوتسبير ونادي ساوثيند يونايتد ونادي غيلينغهام ونادي تشيلمسفورد وداغنهام وريدبريدج ونادي وايتهوك وBray Wanderers F.C. ‏.

## وصلات خارجية
- كيفن ماهر على موقع قاعدة بيانات كرة القدم.إي يو (الإنجليزية)
- كيفن ماهر على موقع Soccerbase.com (لاعب) (الإنجليزية)